# Tuscania (Schiff, 1922)
Die Tuscania (II) war ein 1922 in Dienst gestelltes Passagierschiff der britischen Reederei Anchor Line, das Passagiere, Post und Fracht auf der nordatlantischen Route zwischen Großbritannien und den Vereinigten Staaten beförderte. Im April 1939 wurde das Schiff an die griechische Reederei General Steam Navigation Company of Greece verkauft und fuhr fortan unter dem Namen Nea Hellas weiterhin auf der Nordatlantikroute. 1955 in New York umbenannt, wurde das Schiff 1959 in Piräus aufgelegt und 1961 in Japan verschrottet.

## Anchor Line
Der Bau des 16.991 BRT großen Dampfturbinenschiffs Tuscania begann 1919 auf der Werft Fairfield Shipbuilders in Govan bei Glasgow. Sie war die Nachfolgerin der 1918 von einem deutschen U-Boot versenkten ersten Tuscania (14.348 BRT). Am 4. Oktober 1921 lief das 174,74 Meter lange und 21,42 Meter breite Schiff vom Stapel und am 21. August 1922 wurde es in Glasgow, dem Sitz der Anchor Line, registriert. Der mit einem Einzelschornstein, sechs Dampfturbinen und zwei Propellern versehene Ozeandampfer hatte eine Passagierkapazität von 267 Reisenden in der Ersten, 377 in der Zweiten und 1818 in der Dritten Klasse.
Am 16. September 1922 lief die Tuscania zu ihrer Jungfernfahrt von Glasgow über Moville (Irland) nach New York aus. Auf dieser Route blieb sie bis Mitte 1926, wobei gelegentlich auch Plymouth, Le Havre und Southampton angelaufen wurden. In dem Zeitraum absolvierte die Tuscania zudem fünf Überfahrten von New York ins Mittelmeer. 1926 wurde das Schiff ganzheitlich an die Cunard Line verchartert, die seit 1911 das Firmenkapital der Anchor Line verwaltete. In dem Zug kam es 1926/27 zu Umbauten und Modernisierungen; so wurden die Fahrgastplätze ab Februar 1927 mit 206 Passagiere in der Kabinenklasse, 439 in der Touristenklasse und 485 in der Dritten Klasse bemessen. Im April 1929 kam es während der Fahrt von Mumbai über Marseilles nach Liverpool an Bord des Schiffes zu einem Ausbruch der Pocken. Dieser zog in Frankreich Beschränkungen von Einreisen aus Großbritannien nach sich.
Im Oktober 1930 wurde die Tuscania vorübergehend in Glasgow aufgelegt, bis sie im darauffolgenden Jahr an die Anchor Line zurückging und im Februar 1931 erstmals von Glasgow über Liverpool nach Bombay fuhr. Bis September 1938 vollendete sie 13 Überfahrten nach Indien, pendelte aber weiterhin unregelmäßig auf der bisherigen Nordatlantikroute von Glasgow oder Southampton über Moville nach New York.

## Unter griechischer Flagge

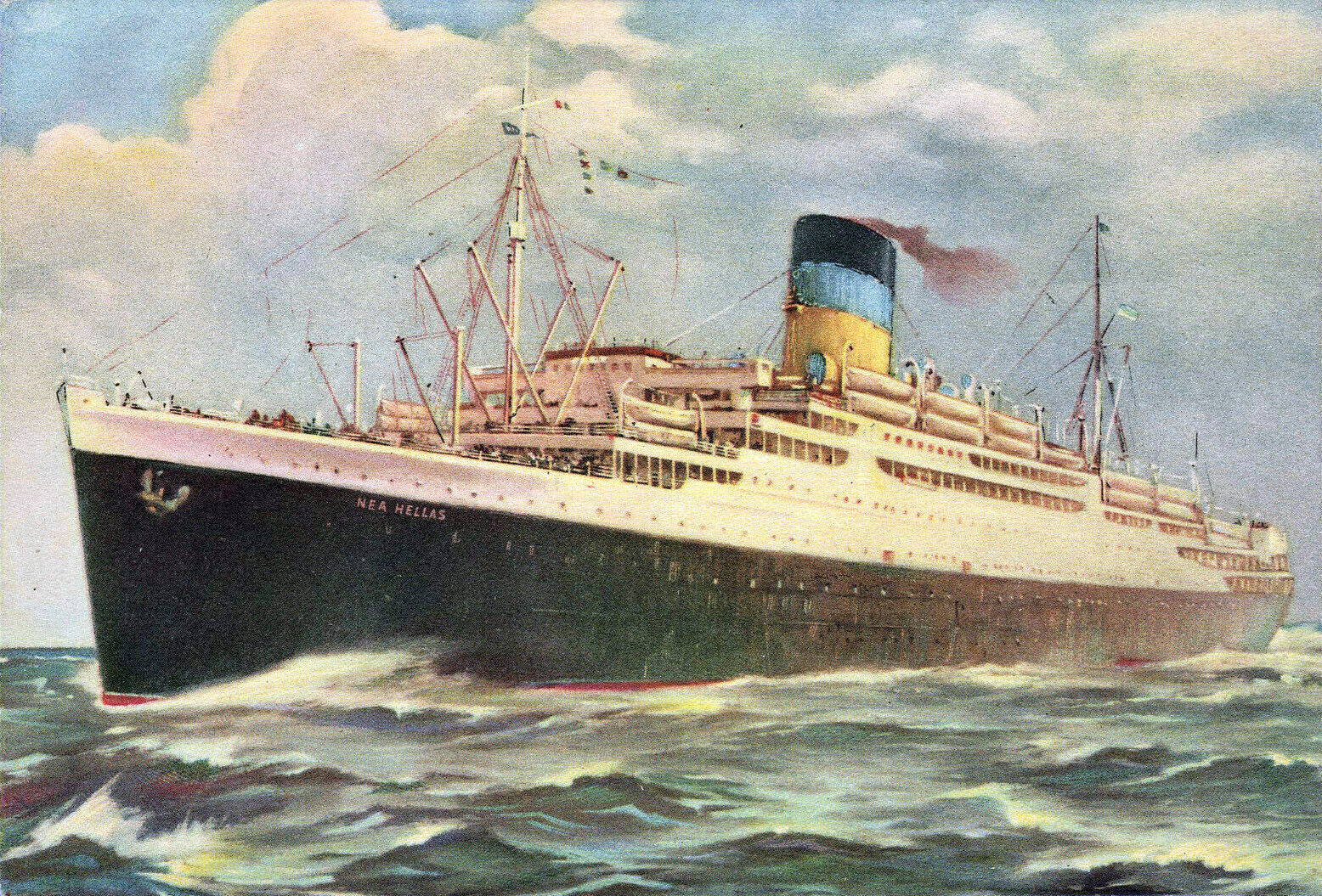
Als Nea Hellas mit modernerem Design.

Am 19. April 1939 wurde das 17 Jahre alte Schiff an die neugegründete griechische Reederei General Steam Navigation Company of Greece (Greek Line) verkauft, deren erstes Schiff sie war. Umgetauft in Nea Hellas, registriert in Andros und ausgestattet mit Betten für 200 Passagiere in der Kabinenklasse, 400 in der Touristenklasse und 500 in der Dritten Klasse, lief die Nea Hellas am 19. Mai 1939 zu ihrer ersten regulären Überfahrt von Piräus nach New York aus (die letzte fand am 11. Mai 1940 statt).
Ab dem 8. Juni 1940 fuhr sie von Lissabon aus nach New York. Aufgrund der Kriegslage hatte sie auf den westgebundenen Überfahrten oft viele Menschen an Bord, die vor dem NS-Regime flüchteten, darunter oftmals prominente Persönlichkeiten. So entkamen allein im Herbst 1940 der Journalist Karl Hans Sailer, dessen Frau Erna und der zweijährige Sohn Hans, der Schriftsteller Franz Werfel und seine Frau Alma, Heinrich Mann, seine Frau Nelly und sein Neffe Golo, Wilhelm Ellenbogen, Otto Leichter, Alfred Polgar, Schiller Marmorek sowie Friderike Maria Zweig mit ihren Töchtern an Bord des Dampfers in die USA.
Zwischen 1941 und 1946 diente die Nea Hellas als Truppentransporter HMT Nea Hellas (HR-190) des britischen Ministry of War Transport im Zweiten Weltkrieg. Am 10. Oktober wurde sie vor der südwestafrikanischen Küste bei einem Angriff durch das italienische U-Boot Archimede beschädigt, konnte ihr Fahrt jedoch fortsetzen. 1947 wurde sie ausgemustert und in England und Genua wieder für den kommerziellen Passagierverkehr hergerichtet. Mit Platz für 300 Reisenden in der Ersten Klasse, 310 in der Kabinenklasse und 850 in der Touristenklasse ging die Nea Hellas am 25. Juli 1947 auf ihre erste Nachkriegsfahrt von Genua über Neapel und Lissabon nach New York. Ab September 1947 war Piräus der Ausgangspunkt dieser Überfahrten und ab Januar 1951 wurde auch der Hafen von Malta angesteuert.
Am 24. März 1955 fuhr das Schiff erstmals unter dem neuen Namen New York von New York über Boston nach Cobh, Cherbourg und Southampton nach Bremen und zurück über Halifax nach New York. Im Oktober 1959 fand die letzte Überfahrt des Schiffs statt. Am 14. November 1959 wurde es in Piräus aufgelegt und zum Abbruch nach Onomichi in Japan verkauft, wo es im Oktober 1961 verschrottet wurde.